# Episodi di You're the Worst (seconda stagione)
La seconda stagione della serie televisiva You're the Worst è stata trasmessa in prima visione negli Stati Uniti d'America su FXX dal 9 settembre al 9 dicembre 2015.
In Italia la stagione è inedita.
| n° | Titolo originale                 | Titolo italiano | Prima TV USA      | Prima TV Italia |
| -- | -------------------------------- | --------------- | ----------------- | --------------- |
| 1  | The Sweater People               |                 | 9 settembre 2015  |                 |
| 2  | Crevasses                        |                 | 16 settembre 2015 |                 |
| 3  | Born Dead                        |                 | 23 settembre 2015 |                 |
| 4  | All About That Paper             |                 | 30 settembre 2015 |                 |
| 5  | We Can Do Better Than This       |                 | 7 ottobre 2015    |                 |
| 6  | Side Bitch                       |                 | 14 ottobre 2015   |                 |
| 7  | There Is Not Currently a Problem |                 | 21 ottobre 2015   |                 |
| 8  | Spooky Sunday Funday             |                 | 28 ottobre 2015   |                 |
| 9  | LCD Soundsystem                  |                 | 4 novembre 2015   |                 |
| 10 | A Right Proper Story             |                 | 11 novembre 2015  |                 |
| 11 | A Rapidly Mutating Virus         |                 | 18 novembre 2015  |                 |
| 12 | Other Things You Could Be Doing  |                 | 2 dicembre 2015   |                 |
| 13 | The Heart Is a Dumb Dumb         |                 | 9 dicembre 2015   |                 |